# NGC 7055
NGC 7055 est un très vieil amas ouvert et situé dans la constellation de Céphée. Il a été découvert par l'astronome britannique John Herschel en 1829.
NGC 7055 est à 1 275 ± 59 pc (∼4 160 al) du système solaire et les dernières estimations donnent un âge de 800 ± 30 millions d'années. La taille apparente de l'amas est de 5,0 minutes d'arc, ce qui, compte tenu de la distance et grâce à un calcul simple, équivaut à une taille réelle de 6,0 ± 0,3 al.
Wolfgang Steinicke  ainsi que le professeur Seligman considèrent NGC 7055 comme un groupe d'étoiles et non comme un amas ouvert. De plus, NGC 7055 ne figure pas sur le site WEBDA qui est consacré aux amas ouverts. Cependant, les bases de données HyperLeda et NASA/IPAC le considèrent comme un amas ouvert. La base de données Simbad considère quant à elle qu'il ne s'agit pas d'un objet, mais d'un artéfact ou d'une erreur,